# Eleutherios Sakellariou
Eleutherios Sakellariou, detto Leyterīs (in greco Ελευθέριος "Λευτέρης" Σακελλαρίου?; Atene, 17 febbraio 1987), è un ex calciatore greco, di ruolo difensore.

## Carriera
Ha giocato nella massima serie dei campionati greco e bulgaro.